# Love the World (album van Perfume)
Love the World is het derde compilatiealbum van de Japanse groep Perfume en werd uitgebracht op 12 september 2012 in Japan door het toenmalige label Tokuma Japan Communications. Er zijn twee edities: cd + dvd en een gewone cd-editie.

## Achtergrond
Het album werd voor het eerst aangekondigd op 5 augustus 2012 op de website van Perfume. Het was hun eerste album dat buiten Japan op een fysieke drager werd uitgebracht, kort na hun eerste wereldtournee Perfume World Tour 1st door Zuid-Korea, Taiwan, Hongkong en Singapore. Op de dvd staan een muziekvideo van Fake It, beelden van de totstandkoming van de muziekvideo en een speciale video over Polyrhythm.

## Nummers
| Nr. | Titel                                                                 | Duur |
| --- | --------------------------------------------------------------------- | ---- |
| 1.  | Polyrhythm (ポリリズム; Poririzumu)                                   | 4:09 |
| 2.  | Edge (Triangle-mix)                                                   | 8:42 |
| 3.  | Love the World                                                        | 4:32 |
| 4.  | Electro World (エレクトロ・ワールド; Erekutoro Wārudo)                | 4:19 |
| 5.  | Chocolate Disco (2012-mix; チョコレイト・ディスコ; Chokoreito Disuko) | 4:53 |
| 6.  | Seventh Heaven                                                        | 4:43 |
| 7.  | Game                                                                  | 5:04 |
| 8.  | Secret Secret (シークレットシークレット; Shīkuretto Shīkuretto)       | 4:56 |
| 9.  | Night Flight                                                          | 5:18 |
| 10. | Baby Cruising Love                                                    | 4:40 |
| 11. | Butterfly                                                             | 5:41 |
| 12. | Fake It                                                               | 4:09 |
| 13. | Laser Beam (レーザービーム; Rēzā Bīmu)                                | 3:29 |
| 14. | Glitter                                                               | 5:03 |
| 15. | My Color (LTW-mix)                                                    | 5:15 |
| 16. | Dream Fighter                                                         | 4:53 |